# Oromo Peoples' Democratic Organization

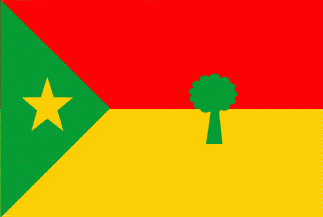
Partiflagga

Oromo Peoples' Democratic Organization var ett politiskt parti i Etiopien som 2019 slogs samman med två andra partier till Prosperity Party, under ledning av premiärminister Abiy Ahmed. Fram till sammanslagningen ingick partiet i koalitionen Ethiopian People's Revolutionary Democratic Front, som totalt bestod av fyra etniska partier.